# ハンガリー国立博物館

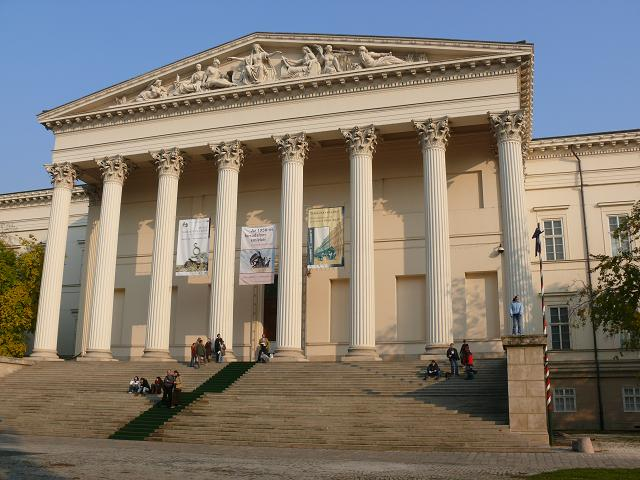
ハンガリー国立博物館

ハンガリー国立博物館（ハンガリーこくりつはくぶつかん、洪: Magyar Nemzeti Múzeum）とは、ハンガリーの国立博物館である。建物はブダペスト8区に所在し、現在の建物は1837年から1847年にかけて建築家のポラック・ミハーリによって作られた。

## 歴史
ハンガリー国立博物館はセーチェーニ・フェレンツが国立セーチェーニ図書館を建てた1802年に設立されたとされている。設立の翌年にはセーチェーニの妻フェシュテティチ・ユーリアの鉱物のコレクションが寄贈され、ハンガリー国立博物館は図書館だけでなく自然史博物館としての役割を担った（これが後の自然史部門の基礎になる）。1807年にハンガリー議会で認可され、博物館への寄付を募った。
1832年から1834年にかけて、ハンガリー議会は50万フォリントを博物館の建物の増設のために予算を出し、更なる博物館の発展に寄与した。この間に、ハンガリー国立歴史博物館は正式にハンガリー国立博物館のもとに設立された。1846年には現在地の8区美術館通り14-16に移転し、新しい建物はポラック・ミハーリによって新古典主義建築様式で設計された。

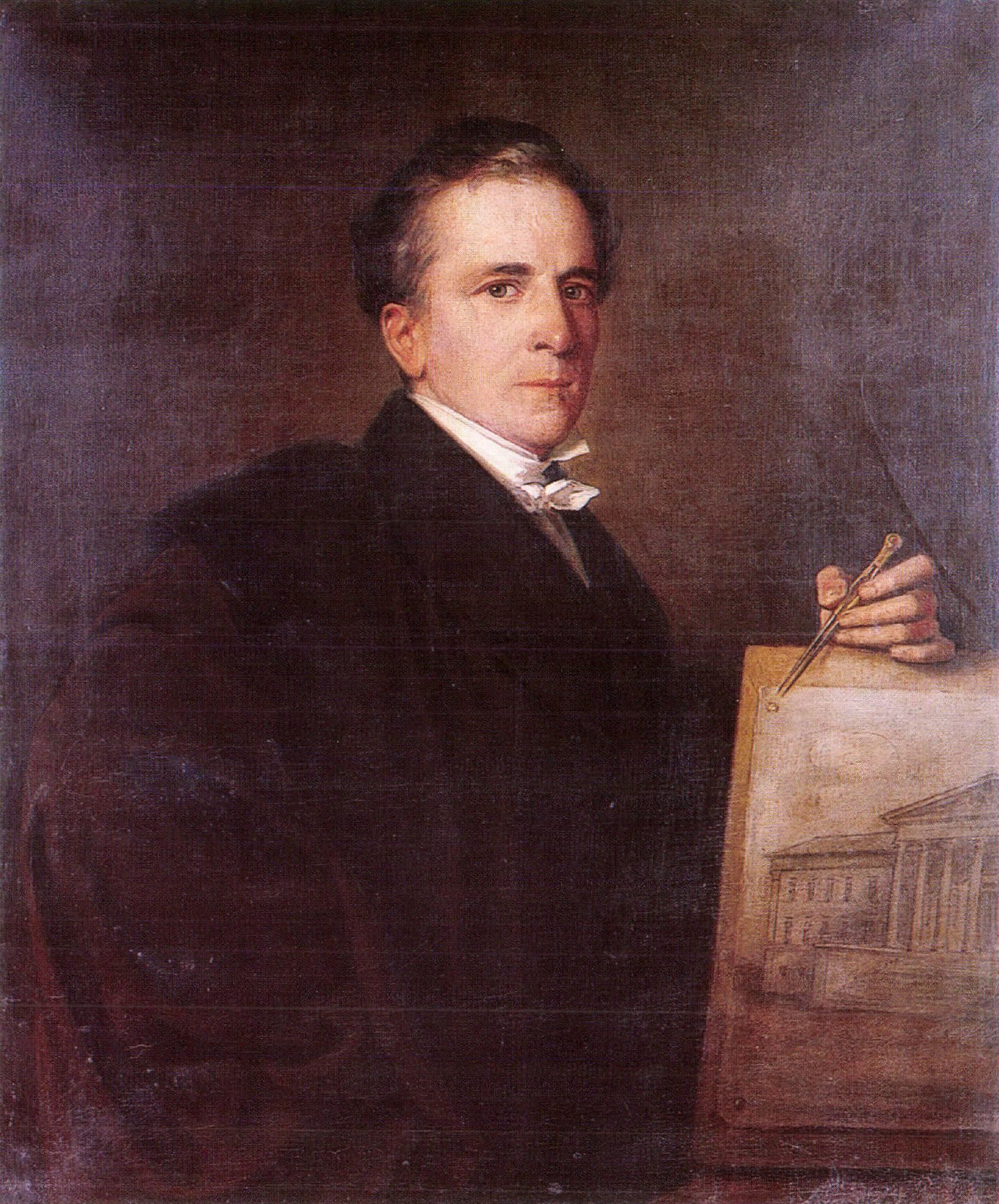
ポラック・ミハーリ (1773年-1855年)正面図とともに

1848年、博物館はハンガリー革命において重要な役割を果たした。ペテーフィ・シャーンドルの声明、1848年ハンガリー革命に於ける十二か条と彼の詩ネムゼイ・ダルが博物館の正面で朗読され、革命に拍車をかけた。そのため、ハンガリー人の民族意識にとって重要な博物館であるとみられている。また、この革命を記念してアラニ・ヤーノシュ像（1883年）とペテーフィ・シャーンドル像（1890年）が正面階段の横に設置されている。以後、ハンガリー議会上院はこの博物館で開催され、国会議事堂が建立されるまで続いた。今日では1848年の国家記念日の追憶祭が博物館の正面で開かれている。
1949年、博物館の民族部門と自然史部門を本館から切り離す事が法的に定められ、これにより今日の国立セーチェーニ図書館ができる。これらの部門を切り離された現在でも相互交流されており、他の博物館やモニュメントともだんだんと提携を広めている。最近では、1985年にエステルゴム城の博物館と提携を結んだ。

## 建築
現在のハンガリー国立博物館の建物は1837年から1847年にかけて作られた。新古典主義建築と呼ばれる様式で建てられており、移転に際してポルチコ像を作成したラファエル・モンチ・オブ・ミランのように、ポラック以外にも多くの芸術家が博物館の像や絵画、建築に携わっている。博物館の有名な像に、民族衣装を身にまとい、盾を持っているハンガリーを象徴する像が挙げられる。この像の脇の片側には科学の像が、もう片方には芸術の像が存在している。絵画では1875年からロッツ・カーロイとザン・モールが階段と天井に壁画を描いている。また、かつて様々な催し物に用いられた庭園もあり、フランツ・リスト（リスト・フェレンツ）を含む多くの芸術家がここで催し物をしていた。この庭園は現在でも博物館の芸術祭の会場となっている。

## 展示
ハンガリー国立博物館では7つに分かれた常設展が行われている。最初のセクションは建国から始まり、1990年代半ばに至るまでのハンガリー史の展示で、アールパード朝の時代や、オスマン・トルコ時代、トランシルヴァニア公国やハンガリー王国等について展示されている。
次のセクションでは近現代の歴史について取り扱っている。ラーコーツィの独立戦争から始まり、彼の軍服や様々な硬貨等異なる側面が展示されており、様々な政治体制が見られたハンガリーにおける共産主義体制の興亡で終わっている。二階の別広間では20世紀に活躍したハンガリーの学者について展示されている。
二階の片側では「東西のフロンティア―紀元前40万年から紀元804年までのハンガリーの土地の人々―」の展示が為されている。ここでは旧石器時代からアヴァール族までを扱っている。かつては聖イシュトヴァーンの王冠や宝珠が展示されていたが、2000年に国会議事堂へ移され、戴冠時の外套のみが展示がされている。
一階では中世から近世の宝石にスポットを当てている。この展示では様々な石の遺物や記銘を見る事が出来る。この階の展示物の大半は第二次世界大戦後に探し始められて1960年代から1970年代に発掘された物である。
最後の展示は地下にあり、ここでは古代ローマの石を収集したローマの遺物の展示をしている。その多くは刻印がされており、ハンガリー史を理解するうえで参考になる。

## 博物館の情報

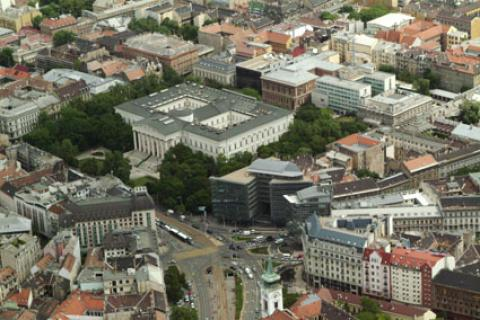
ハンガリー国立博物館とカールヴィン広場

10時から18時まで営業しており、定休日は月曜である。入場料は1,100フォリントで、2,500フォリントを追加で支払う事で撮影する事が出来る。また、ガイドによるツアーも受け付けている。

住所:ハンガリーブダペスト1088美術館通り14-16
電話: (36-1) 338-2122, (36-1) 327-7749